# Sminthopsis douglasi
Sminthopsis douglasi Archer, 1979 è un marsupiale della famiglia Dasyuridae.

## Descrizione
Ha il corpo con lunghezza di 100 – 135 mm e una coda di 60 – 105 mm per una lunghezza totale di 160 – 240 mm. Questa specie ha un triangolo color marrone scuro sopra e sotto l'occhio con il vertice sul muso, e un'altra striscia scura sopra la testa. Quando è in salute ha la coda a forma di carota, piena di depositi di grasso.

## Distribuzione e habitat
Vive nei 8.000 km² di prateria nelle colline erbose Mitchel Grass, tra Julia Creek e Richmond, nel Queensland, Australia;  può trovarsi nel Mitchell Plateau dell'Australia occidentale.

## Biologia
Durante la stagione secca si rifugia nelle fessure del terreno; nella stagione umida si ripara nella vegetazione. Questo animale notturno non beve spesso, dato che l'acqua necessaria è nel cibo. 

### Alimentazione
Si nutre di insetti e piccoli vertebrati.

### Riproduzione
La gestazione dura 12 giorni, con in media 8 neonati; i maschi sono autonomi in 210 giorni, le femmine in 168.

## Conservazione
Sminthopsis douglasi è attualmente una specie classificata come prossima alla minaccia (Near Threatened) dalla IUCN; ciò è dovuto all'invasione di piante di acacia spinosa e di predatori come gatti e volpi.